# Eulophia carsonii
Eulophia carsonii är en orkidéart som beskrevs av Robert Allen Rolfe. Eulophia carsonii ingår i släktet Eulophia och familjen orkidéer. Inga underarter finns listade i Catalogue of Life.